# Stanwellia occidentalis
Stanwellia occidentalis là một loài nhện trong họ Nemesiidae.
Stanwellia occidentalis được miêu tả năm 1972 bởi Main.